# Asilo de las Hermanitas de los Pobres (Zurbarán)
El Asilo de las Hermanitas de los Pobres situado en las calles de Almagro y de Zurbarán es un edificio de la ciudad de Madrid. Fue proyectado en 1875 por el arquitecto Antonio Ruiz de Salces.